# Point Arguello
Koordinaten: 34° 37′ 0″ N, 120° 36′ 0″ W

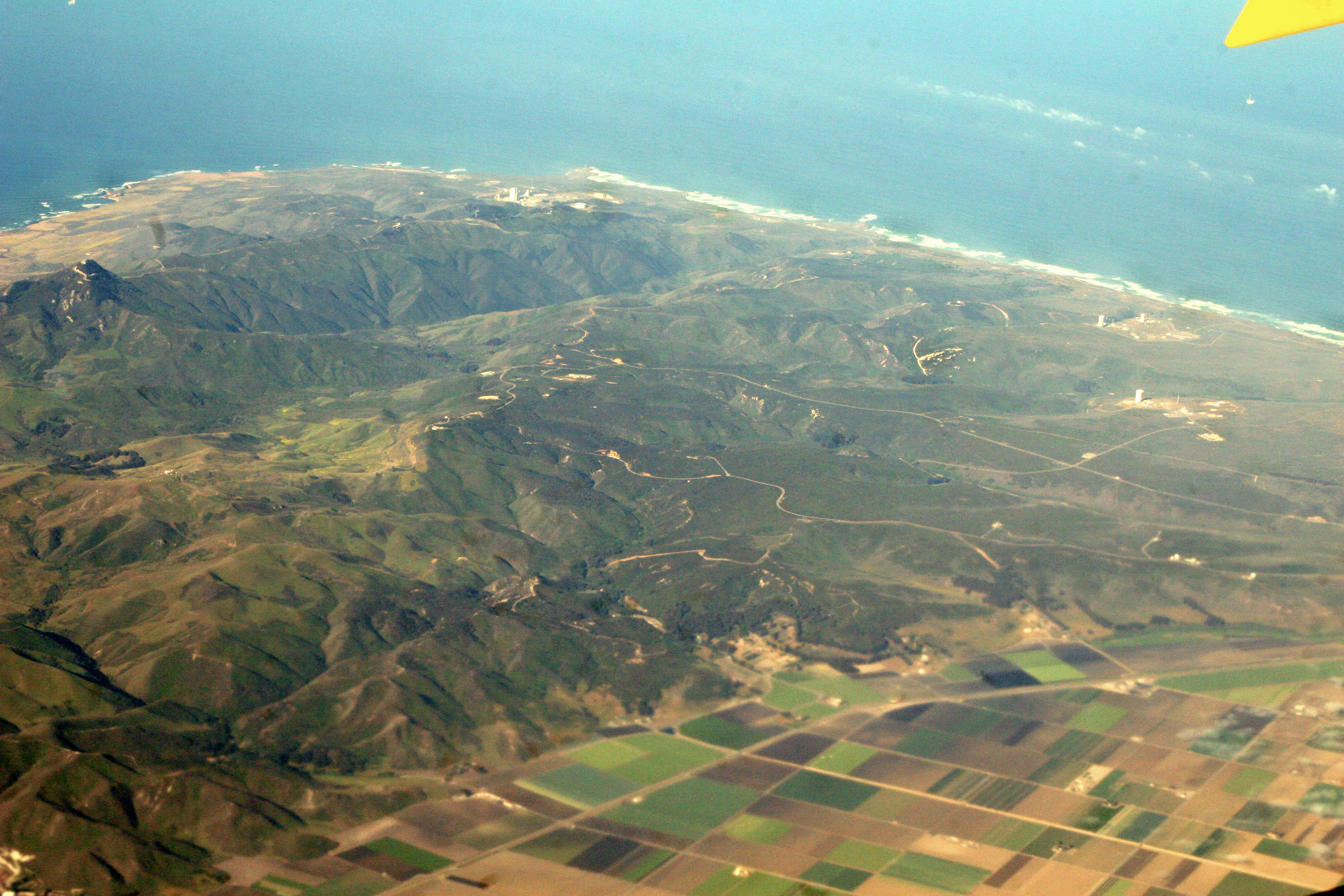
Point Arguello und die nordwestlichen Santa Ynez Mountains (2007)

Point Arguello ist eine Landzunge an der Pazifikküste des US-amerikanischen Bundesstaat Kalifornien, nordwestlich der Stadt Lompoc im Santa Barbara County. An diesem Ort betreibt die US-Luftwaffe einen Raketenstartplatz, der heute zur Vandenberg Air Force Base gehört. Der Ort ist nach dem früheren Gouverneur José Darío Argüello (1753–1828) benannt.
Von hier starten seit 1959 Militär- und Höhenforschungsraketen, zeitweise unter Leitung der US Navy. Point Arguello verfügt über sechs Startrampen.
Das Gelände gehörte ab 1941 als Camp Cooke der US Army. Der größere, nördliche Teil ging im Juni 1957 an die United States Air Force und wurde zuerst Cooke Air Force Base und ab Oktober 1958 Vandenberg Air Force Base genannt. Der kleinere, südliche Teil wurde im Mai 1958 von der US Army an die US Navy übertragen. Dieser Teil wurde als Naval Missile Facility at Point Arguello (NMFPA) ein Teil der Pacific Missile Range (PMR), deren Zentrale weiter südlich in Point Mugu war. Durch eine Umstrukturierung der US-Streitkräfte wurden die Startanlagen am 1. Juli 1964 an die US Air Force übertragen und wurden damit ein Teil der Vandenberg Air Force Base.
Nach Point Arguello ist auch die Point Arguello Western Air Drop Zone (WADZ) benannt. Es handelt sich dabei nicht um einen konventionellen Startplatz, sondern um ein Gebiet im Pazifik, etwa 250 km nordwestlich von Point Arguello bei 36° 0′ N, 123° 0′ W. Hier werden Pegasus-Raketen von Trägerflugzeugen gestartet, wobei das Flugzeug von der Edwards Air Force Base startete. Der erste orbitale Start von hier fand am 5. April 1990 statt, als die beiden Satelliten SECS und Pegsat in die Erdumlaufbahn gebracht wurden.